# حکیمیه (تهران)
حکیمیه نام محله‌ای در شمال شرق شهر تهران که می‌توان گفت شمال شرقی‌ترین نقطه شهر تهران محسوب می‌شود. این محله در منطقه ۴ شهرداری تهران واقع شده مانند محله هایی همچون مجید آباد از طرف مردم بخشی از تهرانپارس نیز به حساب می‌آید و دارای ۳ فاز است.فاز ۱( از شمال پارک ساحل تا ابتدای خیابان خرم امتداد دارد . فاز۲ ( شمال میدان فجر تا بلوار بهار ) . فاز ۳ (بلوار بهار تا کوی دانشگاه)
این محله از شمال به بزرگراه شهید بابایی (تهران)، از جنوب به خیابان دماوند، از غرب به ۳۵ متری خیابان اتحاد و از شرق به جاده تلو محدود می‌شود. حکیمیه دارای هوای پاکی می‌باشد. این محله از شمال به اراضی جنگل کاری تلو ، از جنوب به پارک ملی سرخه‌حصار، از غرب به پارک جنگلی لویزان، و از شرق به منطقه حفاظت شده سرخه حصار و خجیر دسترسی دارد.
بیمارستان نیکان دانشگاه شهید بهشتی - پردیس شهید عباسپور، دانشگاه آزاد اسلامی واحد تهران شمال، دانشگاه امام حسین، دانشگاه پیام نور واحد تهران شرق، دانشکده هوافضا دانشگاه صنعتی خواجه نصیرالدین طوسی و پردیس شهید چمران دانشگاه فرهنگیان در این منطقه قرار دارد.
همچنین در شمال شرق حکیمیه، کوی دانشگاه امام حسین قرار دارد که از شمال به بزرگراه شهید بابایی و از شرق به تلو ختم می‌شود.
این کوی دارای دو فاز با ساختمانهای معمولاً چهار طبقه و خیابان‌های فرعیه عریض می‌باشد. در میان دو فاز کوی دانشگاه امام حسین، مسجد صاحب الزمان و میدان میوه و تره بار کوچکی وجود دارد.

حکیمیه به علت تراکم جمعیت پایین ، آب و هوای خوب ، دسترسی آسان به مرکز تهران و خارج از شهر شناخته میشود .
در چند سال اخیر ساخت و ساز در حکیمیه به صورت چشم گیری رشد داشته 
اما هنوز میتوان گفت : خانه های ویلایی نسبتشان بیشتر از آپارتمان ها است. 
حکیمیه دارای پارک جنگلی کوچکی به نام ساحل در جنوب خود است .
بلوار بهار بلوار اصلی محله است که بیشتر فروشگاه ها در آن بلوار و یا اطراف آن هستند .

## تاریخچه
این منطقه در عهد ناصری منزل اول سفر به طرف دماوند بوده‌است و روستایی معروف به «چاهک» داشته‌است که میرزا علی‌نقی‌خان حکیم‌الممالک آن را خرید، آباد کرد و به نام خود حکیمیه نامید. حکیم الممالک پسر میرزا اسماعیل خان یهودی بود که مسلمان و پیشخدمت محمدشاه قاجار شد. حکیم الممالک طبیب محمدشاه و ناصرالدین شاه بود و زمانی هم حاکم قم گردید. او در سال ۱۲۴۹ قمری متولد و در سال ۱۳۲۱ درگذشت. در کتاب مرآت البلدان دربارهٔ حکیمیه چنین آمده‌است: «در جلگه تهران در مشرق شهر و جنوب البرز، بین راه تهران به مازندران دهی بود بایر و خالی از سکنه، متعلق بورثه میرزامحمد لواسانی وزیر که جناب میرزا علینقی حکیم الممالک و پیشخدمت باشی سلام، آن را ابتیاع نمود و قنات آن رادایر نمود و باغی و عمارتی و آبادی در آنجا ایجاد کرد و حکیمیه اش نامید.»
بعد از فوت حکیم الممالک، میرزا زین العابدین امام جمعه این محله را خرید و مدتی به امامیه معروف شد.
حکیمیه یکی از دانشگاهی‌ترین مناطق تهران است با ۵ دانشگاه دولتی و یک دانشگاه آزاد. همچنین خوابگاه دانشگاه عباسپور و علم و صنعت ایران هم در این منطقه قرار گرفته‌است.

## خطوط حمل و نقل عمومی
در حال حاضر محله حکیمیه به ایستگاه‌های خط ۲ مترو (فرهنگسرا به صادقیه) دسترسی دارد که نزدیکترین ایستگاه آن ایستگاه مترو فرهنگسرا (خیابان جشنواره، مقابل فرهنگسرای اشراق) می باشد.
در این محله خطوط اتوبوس بشرح ذیل و از مبادی ذیل تردد و مسافران را جابجامی نمایند:
- خط اتوبوس ۲۱۴ پایانه شهید دستواره (معصومی) به پایانه افق (حکیمیه) در مسیر متروی نوبنیاد ، بزرگراه شهید بابایی ، خیابان چمن آرا ، دانشگاه آزاد تهران شمال ، بلوار عباسپور ، بهار ، لاله و افق
- خط اتوبوس ۲۲۴ پایانه علم و صنعت به پایانه افق (حکیمیه) در مسیر خیابان شهید نیلفروشان (فرجام)، چهارراه اشراق (فلکه دوم تهرانپارس)، خیابان‌های جشنواره و پروین ، میدان استخر ، کنارگذرهای بزرگراه شهید زین الدین، بلوار عباسپور ، دانشگاه آزاد تهران شمال ،  بلوار بهار ، لاله و افق
- خط اتوبوس ۳۹۸ چهارراه تهرانپارس به حکیمیه در مسیر فلکه اول، خیابان‌های پروین، جشنواره، دماوند تا دسترسی‌های محلی حکیمیه و کوی دانشگاه و شهرک امام خمینی
- خط اتوبوس ۴۰۰ پایانه علم و صنعت به دانشگاه امام حسین در مسیر بزرگراه رسالت، خیابان نیلفروشان، چهارراه اشراق (فلکه دوم)، خیابان‌های جشنواره و دماوند، سازمان آب تا ضلع غربی حکیمیه ، دانشگاه آزاد تهران شمال ، ضلع شمال بزرگراه شهید بابایی و شهرک شیردم و کوی دانشگاه امام حسین